# جو جاكسون
جو جاكسون (بالإنجليزية: Joe Jackson)‏ (3 فبراير 1993 في المملكة المتحدة - ) هو لاعب كرة قدم بريطاني في مركز الهجوم. لعب مع نادي بيرنلي ونادي بارو ونادي ووركينغتون.

## وصلات خارجية
- جو جاكسون على موقع قاعدة بيانات كرة القدم.إي يو (الإنجليزية)
- جو جاكسون على موقع Soccerbase.com (لاعب) (الإنجليزية)